# Учительская Громада Подкарпатской Руси
Учительская Громада Подкарпатской Руси (укр. Учительська Громада Підкарпатської Руси) — украинофильская организация учителей Закарпатья, существовавшая в 1929—1939 годах.
Возникла вследствие выхода части украинского учительства от поддерживаемого чехословацким правительством русофильского Учительского Товарищества Подкарпатской Руси. Учительская Громада Подкарпатской Руси имела 1 650 членов в 1938 году, проявляла большую активность в различных образовательных акциях, в частности в борьбе за украинизацию школ. Печатный орган «Учительский Голос».
Ведущие деятели: Августин Волошин, Юлий Гуснай, Юлиан Ревай, Августин Штефан и др. Ежегодные съезды учителей были выдающимися событиями закарпатской культурной жизни.